# Fredy Barth

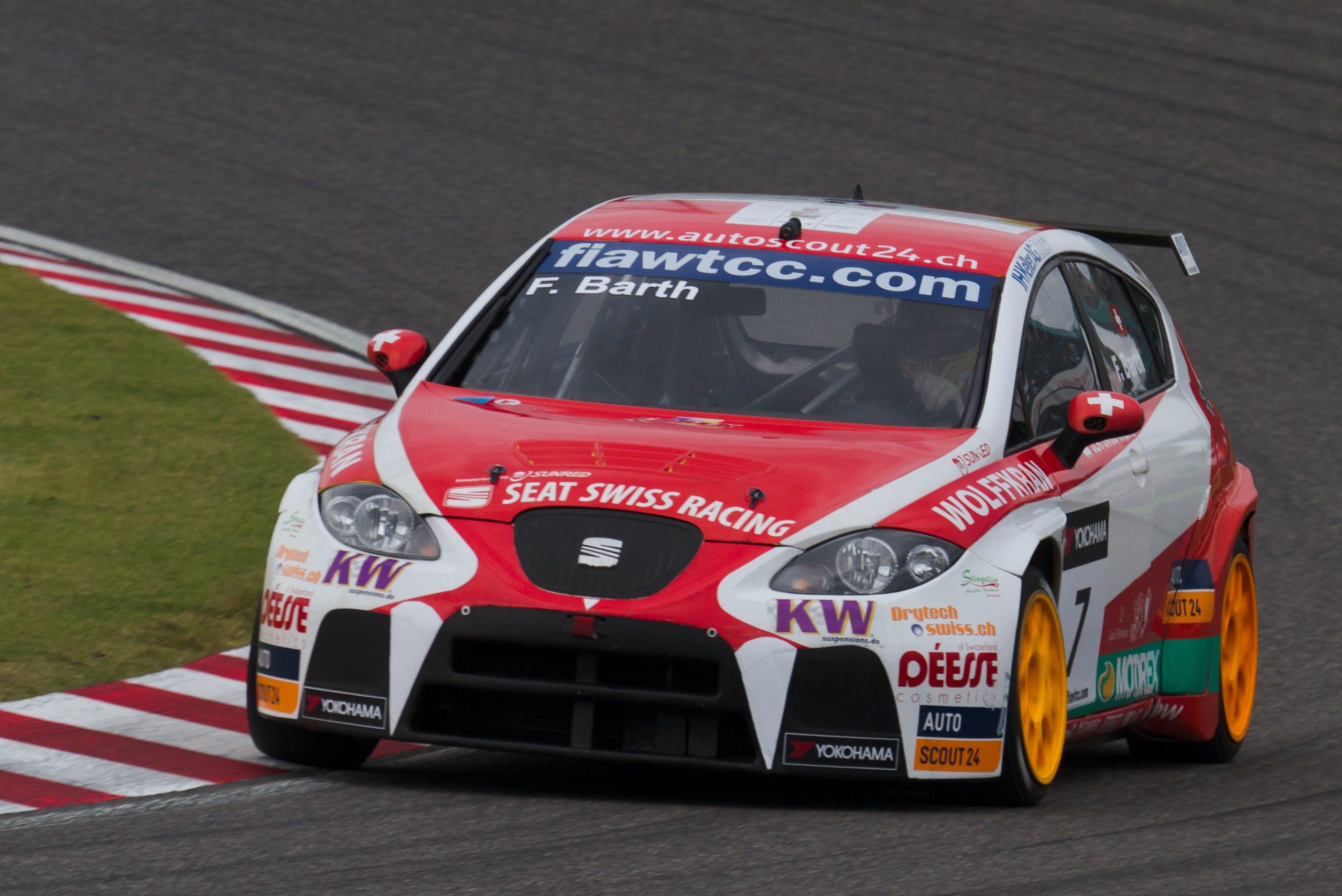
Barth in actie tijdens de kwalificatie voor de WTCC race van Japan 2011

Fredy Barth (Luzern, 5 december 1979) is een autocoureur uit Zwitserland.

## Carrière
Barth begon met de autosport in het karting voordat hij overstapte naar de Formule Renault Campus in 2001, waar hij als vijfde finishte. In 2002 stapte hij over naar de Eurocup Formule Renault 2.0, maar scoorde geen punten in 9 races. In 2003 reed hij in de Formule Volkswagen Duitsland, waar hij als tiende eindigde.
In 2004 stapte Barth over naar de touring cars, waar hij in de Duitse Seat Leon Supercopa reed en als vijfde in het kampioenschap eindigde. Hij eindigde in 2006 als derde in dit kampioenschap, achter kampioen Florian Gruber en René Rast. Hij reed in de Spaanse Seat Leon Supercopa in 2007, waar hij als vijfde finishte. In 2008 reed hij in de Seat Leon Eurocup om als 17e te finishen. In 2009 werd hij derde achter kampioen Norbert Michelisz en Massimiliano Pedalà.
Barth maakte zijn WTCC-debuut voor het team Sunred Engineering in 2010 in de race in Brazilië. Zijn beste resultaat tot nu toe is een vierde plaats en een snelste ronde op het stratencircuit van Marrakesh.